# DVB-S2
L'estàndard DVB-S2 (Digital Video Broadcasting – Satellite – Second Generation) és un estàndard de televisió digital successor de DVB-S. Desenvolupat el 2003 per DVB Project i ratificat dos anys més tard, a principis del 2005 per l'ETSI, és formalment conegut com a DVB-Satèl·lit versió 2 (Norma EN 302307). Durant el desenvolupament de DVB-S2 van sorgir dos códecs d'alta definició: HDTV i H.264 (MPEG-4 AVC).
DVB-S2 es basa en una millora de DVB-S i de l'electrònica utilitzada en les unitats mòbils per l'enviament d'informació des de localitzacions remotes. DVB-S2 està previst per als serveis de radiodifusió d'alta definició, serveis interactius (Internet) i per altres aplicacions professionals de distribució de contingut de dades. Sobretot s'ha beneficiat dels últims avenços en codificació de canal i modulació, que permeten un augment de la velocitat binària disponible en l'amplada de banda. Al març del 2014, DVB Project va publicar les especificacions de DVB-S2X  com una extensió opcional, per a millores futures.

## Característiques principals

### Tipus de modulació
Aquest sistema presenta quatre tipus de modulacions diferents per augmentar la flexibilitat i permetre diversos serveis amb diferents velocitats binàries: QPSK, 8PSK, orientats a aplicacions de broadcasting, 16APSK i 32APSK, tenen una gran eficiència espectral i són utilitzats principalment per aplicacions professionals.

### Factors deroll-off
Dos factors de factors de roll-off nous: 0.2 i 0.25 a més del que ja es va incorporar al seu predecessor: 0.35.

### Protecció contra errors
Un nou esquema de FEC mitjançant concatenació de BCH amb LDPC de codificació interna. El resultat és que el rendiment és de vegades de tan sols 0.7 dB del límit de Shannon. L'elecció dels paràmetres depèn dels requisits del sistema. Amb VCM i ACM, el codi pot canviar les taxes de forma dinàmica.

### Còdecs utilitzats

#### Vídeo
- MPEG-2
- H.264/MPEG-4 AVC
- AVS

#### Àudio
- MP2
- MP3
- AC-3
- Advanced Audio Coding
- HE-AAC

### Altres característiques
- Introducció d'un mecanisme de transport de paquets de dades genèriques per IP, incloent MPEG-4 d'àudio i vídeo.
- Adaptació flexible del flux d'entrada.
- Diferents taxes de codi per fer més flexible la configuració dels paràmetres de transmissió: 1/4, 1/3, 2/5, 1/2, 3/5, 2/3, 3/4, 4/5, 5/6, 8/9, i 9/10.

## Àrees d'aplicació

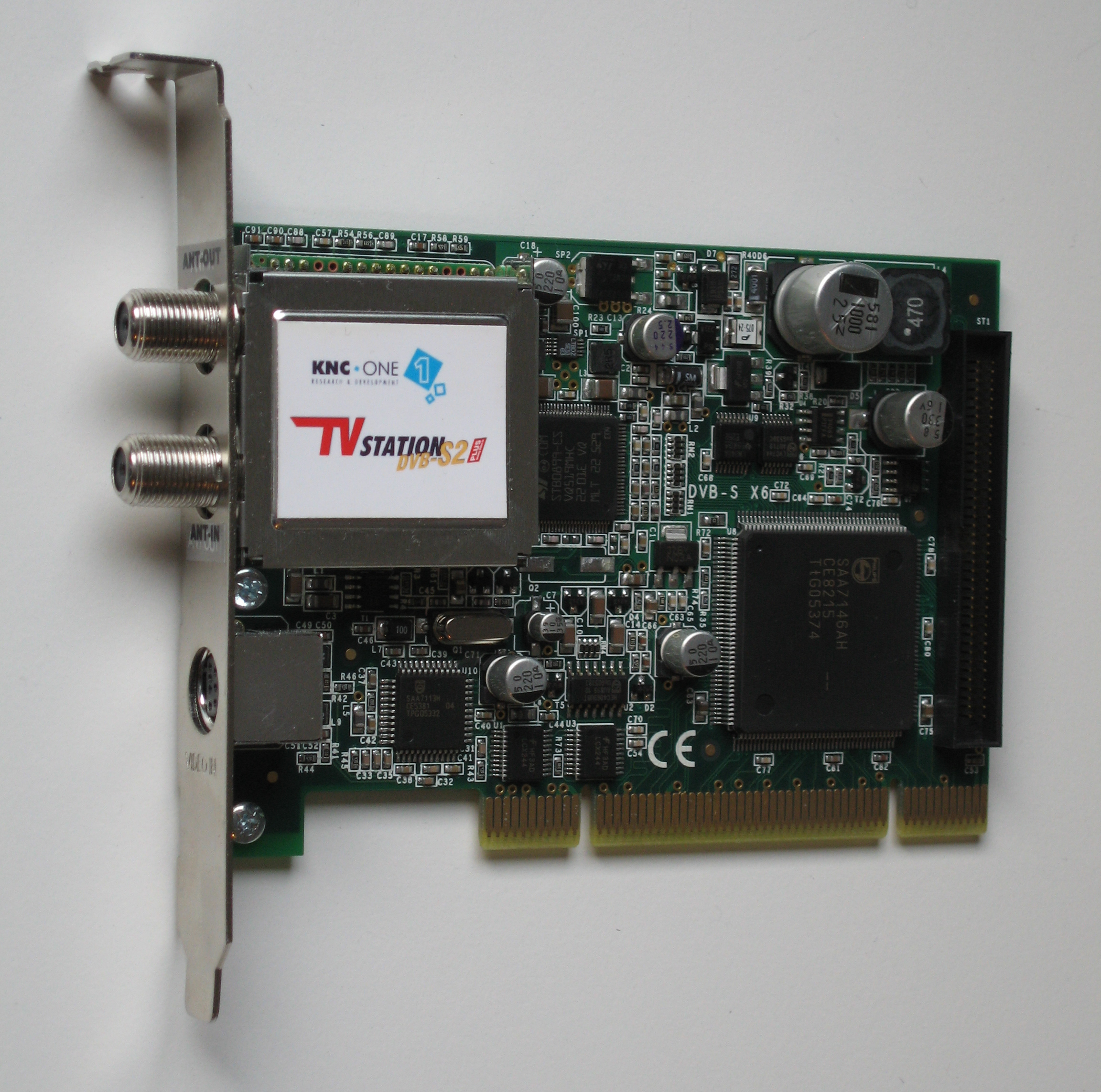
DVB-S2 PCI tuner card

A causa de les altes prestacions que gaudeix el sistema DVB-S2, pot ser una eina útil en les següents aplicacions disponibles dissenyades per a aquest sistema:

### Serveis de Radiodifusió (BS)
Els serveis de radiodifusió estan coberts avui dia amb el sistema DVB-S, però amb l'afegit de la flexibilitat VCM (Modulació i codificació variable) que permet diferents nivells de protecció per a cadascun dels serveis (per exemple, SDTV molt més resistent a errors i HDTV més feble). Broadcast Services(BS) inclou serveis de difusió: distribució de SDTV (Televisió de definició estàndard) i HDTV (Televisió d'alta definició).

### Serveis Interactius (IS)
Els serveis de dades interactives inclouen l'accés a Internet. DVB-S2 ha estat dissenyat per a proveir serveis interactius al IRD i a l'ordinador personal dels usuaris. IS està preparat per a ser utilitzat amb els actuals estàndards DVB amb canal de tornada, DVB-S2 pot operar en manera CCM (codificació i modulació constant) i ACM (codificació i modulació adaptativa). ACM permet a cada estació de recepció controlar la protecció de tot el tràfic que li va dirigir.

### Contribució TV Digital i "Satelite News Gathering" (DTVC / DSNG)
Digital TV Contribution (DTVC – Contribució de TV Digital) i Digital Satellite News Gathering (DSNG – Seguiment de notícies Digitals per Satèl·lit): Les aplicacions DTVC per satèl·lit són transmissions punt-a-punt, o punt-a-multipunt, que connecten unitats up link fixes o mòbils a estacions de recepció. Són pal·liacions professionals. DTVC/DSNG es basa en l'estàndard DVB-DSNG, facilitant punt a punt, o punt a multipunt, comunicacions úniques o múltiples fluxos de transport MPEG utilitzant qualsevol de les maneres CCM o ACM.

### Altres Aplicacions Professionals (PS)
Distribució i intercanvis de dades per a aplicacions professionals (PPS): Aquests serveis es realitzen punt-a-punt, o punt-a-multipunt. Entre elles figuren per exemple el contingut de les dades de distribució o troncals: aquesta manera és generalment reservat per a professionals de punt a punt i punt a multipunt d'aplicacions que usin la CCM, VCM o ACM, tècniques descrites anteriorment.

## DVB-S i DVB-S2
El principal desavantatge del DVB-S2 és que ja hi ha molts milions de receptors o decodificadores DVB-S desplegats per tot el món. DVB-S2 disposa:
- Un 30% de més eficàcia que DVB-S.
- Una gamma més gran d'aplicacions mitjançant la combinació de la funcionalitat de DVB-S (per a ús domèstic) i DVB-DSNG (per a aplicacions professionals).
- Tècniques com l'adaptació de codificació per a maximitzar el valor d'ús dels recursos de satèl·lit.

Taula comparativa DVB-S i DVB-S2
|                       | DVB-S                                     | DVB-S2                                                                |
| --------------------- | ----------------------------------------- | --------------------------------------------------------------------- |
| Interfície d'entrada  | Transport Stream Individual (TS)          | Transport Stream Multiple i Generic Stream Encapsulation (GSE)        |
| Modes                 | Codificació Constant i Modulació          | Codificació variable & Modulació i Codificació Adaptativa & Modulació |
| FEC                   | Reed Solomon (RS) 1/2, 2/3, 3/4, 5/6, 7/8 | LDPC + BCH 1/4, 1/3, 2/5, 1/2, 3/5, 2/3, 3/4, 4/5, 5/6, 8/9, 9/10     |
| Modulació             | Portadora única QPSK                      | Portadora única QPSK amb Multiple Streams                             |
| Esquemes de modulació | BPSK, QPSK, 8PSK, 16QAM                   | BPSK, QPSK, 8PSK, 16APSK, 32APSK                                      |
| Entrellaçat           | Bit-Interleaving                          | Bit-Interleaving                                                      |
| Pilots                | No aplicable                              | Pilot symbols                                                         |

Taula comparativa EIRP de satèl·lit
| Satèl·lit EIRP (dBW)      | 51                 | 51               | 53.7             | 53.7             |
| Sistema                   | DVB-S              | DVB-S2           | DVB-S            | DVB-S2           |
| Modulació i Codificació   | QPSK 2/3           | QPSK ¾           | QPSK 7/8         | 8PSK 2/3         |
| Velocitat per símbol      | 27.5 (a=0.35)      | 30.9 (a=0.0)     | 27.5 (a=0.35)    | 29.7 (a=0.25)    |
| C/N (27.5Mhz) (dB)        | 5.1                | 5.1              | 7.8              | 7.8              |
| Bitrate útil (Mbit/s)     | 33.8               | 46 (guany=36%)   | 44.4             | 58.8 (guany=32%) |
| Num. de programes en SDTV | 7 MPEG-2 15 AVC    | 10 MPEG-2 21 AVC | 10 MPEG-2 20 AVC | 13 MPEG-2 20 AVC |
| Num. de programes en HDTV | 1-2 MPEG-2 3-4 AVC | 2 MPEG-2 5 AVC   | 2 MPEG-2 5 AVC   | 3 MPEG-2 6 AVC   |
| ------------------------- | ------------------ | ---------------- | ---------------- | ---------------- |

## Plataformes disponibles en DVB-S2
Actualment, el procés d'adaptació del sistema DVB-S al DVB-S2 està arribant a velocitats vertiginoses, en l'actualitat les següents plataformes estan ja emetent (com a mínim en període de proves) a través de l'estàndard DVB-S2.

### Classificació per països
| Alemanya, Àustria i Suïssa - ARD i ZDF - HD+ - Servus TV - Sky - SRG SSR Hongria - Hello HD (també fa servir DVB-S per alguns canals SD i HD) - T-Home - UPC Direct; també opera a Slovakia i la Czech Republic Iran - IRIB a Badr5 26°E i a Intelsat 902 62°E i a Eutelsat W3A 7°E - Gem Group a YahSat 1A 52.5°E India - Airtel Digital TV - Dish TV per totes les seves transmissions de canals en HD/SD via AsiaSat 5 i DVB-S per transmissions via NSS-6. - Tata Sky per les seves transmissions HD via INSAT-4A - Videocon D2H Turquia - Digiturk a Eutelsat W3A 7°E - D-Smart a Turksat 3A 42°E Regne Unit i República d'Irlanda - Sky+ HD - BBC (per tots els seus canals HD, els quals són part del serveis Sky i Freesat) - ITV; Central West i Meridian South variants d'ITV HD - STV (STV HD channel) - Saorsat (només disponible a Irlanda) | Altres països - Astro a Malàisia (actualment només per canals HD; fa servir DVB-S per compatibilitat amb canals SD). - Bell TV al Canadà (experimentalment) - Canal+ a Espanya - CanalDigital a the Noruega (només canals HD + alguns canals SD a Astra 3 23.5°E) - CanalSat a França - Cignal Digital TV a les Filipines - Claro TV Satelital a Guatemala, Hondures, El Salvador, Nicaragua i República Dominicana - Digital+ a Espanya (actualment només per canals HD i només a Astra) - Dish Network a the Estats Units d'Amèrica (experimental) - DStv a Àfrica Austral per canals HD; Els canals SD fan servir DVB-S. - GVT TV a Brasil. (Disponible als actuals clients de GVT ADSL i serveis de telefonía) - meo a Portugal - n a Poli - Platform HD a Rússia - Sky HD a Itàlia - Skylife a Corea del Sud - SKY PerfecTV! al Japó - TopTV a Àfrica Austral (servei llençat l'1 de maig de 2010) - Viasat a Ucraïna - Vivacom a Bulgària - Satellite BG a Bulgària - VTC a Vietnam - OTE TV a Grècia - Dialog TV a Sri Lanka per canals HD i alguns canals SD; altres canals SD fan servir DVB-S. |

### Classificació per plataformes
| Nom del canal                                                                | Satél·lit    | Òrbita  | Freqüència | SR FEC     | Encriptació                       |
| ---------------------------------------------------------------------------- | ------------ | ------- | ---------- | ---------- | --------------------------------- |
| Viasat Sports HD promo                                                       | Sirius 2     | 5 E     | 12399 V    | 27500 2/3  | MPEG-4/HD Videoguard              |
| TV 1000 HD                                                                   | Sirius 2     | 5 E     | 12437 V    | 27500 2/3  | MPEG-4/HD Videoguard              |
| HD 1 Exqi HD 5 promo HD 5 promo                                              | Eutelsat W3A | 7 E     | 10880 V    | 17360 3/4  | Irdeto 2                          |
| Luxe TV HD                                                                   | Eutelsat W3A | 7 E     | 10899 V    | 9404 3/4   | FTA                               |
| Fox Sports HD Turkey Lig TV HD MMAX HD National Geographic Channel Turkey HD | Eutelsat W3A | 7 E     | 10928 H    | 30000 2/3  | Cryptoworks Irdeto2               |
| Venice HD                                                                    | E.Bird 9     | 9 E     | 11785 H    | 27500 3/4  | FTA                               |
| Luxe TV HD MelodyZen TV HD                                                   | E.Bird 9     | 9 E     | 11804 V    | 27500 2/3  | FTA                               |
| Luxe TV HD                                                                   | E.Bird 9     | 9 E     | 11958 V    | 27500 2/3  | FTA                               |
| Canal + Sport HD                                                             | HotBird 7A   | 13 E    | 10719 V    | 27500 3/4  | Mediaguard2                       |
| TF 1 TPS Star                                                                | HotBird 6    | 13 E    | 10834 V    | 27500 3/4  | Viaccess2.5                       |
| National Geographic Channel HD Polska                                        | HotBird 6    | 13 E    | 11117 V    | 27500 3/4  | Mediaguard2                       |
| Rete 4                                                                       | HotBird 7A   | 13 E    | 11373 H    | 19635 2/3  | Mediaguard2                       |
| MGM HD Discovery HD Europe N Sport                                           | HotBird 7A   | 13 E    | 11449 H    | 27500 2/3  | Conax                             |
| Canal + Film HD                                                              | HotBird 8    | 13 E    | 11470 V    | 27500 5/6  | MPEG-4/HD Mediaguard2             |
| TVN HD                                                                       | HotBird 7A   | 13 E    | 11523 V    | 5000 7/8   | MPEG-4/HD Conax                   |
| Sport HD Next HD Sky Cinema HD National Geographic Channel HD Italia         | HotBird 8    | 13 E    | 11996 V    | 27500 3/4  | Videoguard                        |
| Polsat HD testing                                                            | HotBird 8    | 13 E    | 12265 V    | 27500 3/4  | Nagravision3                      |
| HD Suisse                                                                    | HotBird 8    | 13 E    | 12399 H    | 27500 3/4  | MPEG-4/HD Viaccess2.3 Viaccess2.6 |
| Astra HD +                                                                   | Astra 1H     | 19.2 E  | 11915 H    | 27500 9/10 | FTA                               |
| Premiere HD Film Discovery HD Deutschland                                    | Astra 1H     | 19.2 E  | 11915 H    | 27500 9/10 | Betacrypt Nagravision2            |
| Canal+ Hi-Tech National Geographic Channel France TF 1 HD                    | Astra 1G     | 19.2 E  | 12522 V    | 22000 5/6  | Mediaguard2                       |
| Cinecinema Premier HD M6 HD 13ème Rue HD Disney Cinemagic HD                 | Astra 1G     | 19.2 E  | 12581 V    | 22000 5/6  | Mediaguard2                       |
| Pro 7 HD Sat.1 HD Astra HD promo Anixe HD                                    | Astra 1L     | 19.2 E  | 12722 H    | 22000 2/3  | FTA                               |
| HD5                                                                          | Astra 1E     | 23.5 E  | 10758 V    | 22000 7/8  | FTA                               |
| Exqi HD 1                                                                    | Astra 1E     | 23.5 E  | 10758 V    | 22000 7/8  | Irdeto 2                          |
| HD 5 promo HD 4U promo                                                       | Astra 1E     | 23.5 E  | 10842 V    | 13333 3/4  | FTA                               |
| Nova HD                                                                      | Astra 1E     | 23.5 E  | 11992 H    | 27500 3/4  | Cryptoworks                       |
| Luxe TV                                                                      | Badr -4      | 26 E    | 11958 H    | 27500 3/4  | FTA                               |
| BBC HD                                                                       | Astra 2D     | 28.2 E  | 10847 V    | 22000 5/6  | FTA                               |
| Sky Sports HD 1 Sky Sports HD 2                                              | Astra 2A     | 28.2 E  | 11720 H    | 28250 3/4  | Videoguard                        |
| Sky Movies HD 1 Sky Anytime HD 1 Channel 4 HD test Prem Plus                 | Astra 2A     | 28.2 E  | 11798 H    | 29500 3/4  | Videoguard                        |
| Discovery HD Europe Sky Box Office HD 2 Sky Retail HD Info Sky Arts          | Astra 2B     | 28.2 E  | 12324 V    | 29500 3/4  | Videoguard                        |
| Sky One UK Sky Movies HD2                                                    | Astra 2B     | 28.2 E  | 12344 H    | 29500 3/4  | Videoguard                        |
| The History Channel UK HD National Geographic Channel HD UK                  | Astra 2B     | 28.2 E  | 12363 V    | 28250 3/4  | Videoguard                        |
| Luxe TV HD                                                                   | Eurobird 1   | 28.5 E  | 12643 H    | 27500 2/3  | FTA                               |
| Sport HD Ukraine                                                             | Eutelsat W4  | 36 E    | 12111 L    | 26500 3/4  | MPEG-4/HD Viaccess2.5             |
| HD Kino HD Sport HD Life TECT                                                | Eutelsat W4  | 36 E    | 12265 L    | 27500 3/4  | MPEG-4/HD Viaccess2.6 Viaccess3.0 |
| HD test                                                                      | Express-AM1  | 40 E    | 10980 V    | 44951 5/6  | FTA                               |
| Discovery HD Europe                                                          | Intelsat 12  | 45 E    | 11591 V    | 30000 7/8  | PoverVu                           |
| Luxe TV                                                                      | Intelsat 904 | 60 E    | 11675 V    | 29700 2/3  | MPEG-4/HD Conax                   |
| Luxe TV HD                                                                   | Eutelsat W5  | 70.5 E  | 11305 V    | 27500 1/2  | FTA                               |
| Luxe TV HD                                                                   | AsiaSat 2    | 100.5 E | 4000 H     | 28125 3/4  | Tongfang                          |
| Silver HD TV 4 HD History Channel HD Nordic                                  | Thor 2       | 0.8 W   | 11341 V    | 25000 2/3  | MPEG-4/HD Conax                   |
| Canal+ Sport HD Skandinavien SVT HD Canal + Film HD Nordic                   | Thor 2       | 0.8 W   | 11421 H    | 25000 2/3  | MPEG-4/HD Conax                   |
| Voom HD Discovery HD Europe National Geographic Channel UK HD                | Thor 2       | 0.8 W   | 11434 V    | 25000 2/3  | Conax                             |
| Discovery HD Yes HD                                                          | Amos 1       | 4 W     | 11676 V    | 27500 3/4  | FTA                               |
| TF 1 HD                                                                      | A.Bird 3     | 5 W     | 11512 V    | 29947 7/8  | MPEG-4/HD Viaccess2.6             |
| ARTE Français                                                                | A.Bird 3     | 5 W     | 11554 V    | 29947 7/8  | MPEG-4/HD Viaccess2.6             |
| Canal + Film HD                                                              | A.Bird 1     | 12.5 W  | 11355 H    | 11781 7/8  | MPEG-4/HD Mediaguard2             |
| Canal AD promo                                                               | Hispasat 1C  | 30 W    | 11972 V    | 27500 3/4  | FTA                               |